# Alemannendiskurs
Der Begriff Alemannendiskurs wird in der Volkskunde gelegentlich gebraucht, um die Versuche zu kennzeichnen, ein regionales Bewusstsein in den ehemals badischen Landesteilen von Baden-Württemberg zu schaffen oder zu verstärken.
Historische Ursprünge der Formulierung eines solchen Bewusstseins und der Abgrenzung gegenüber Württemberg finden sich hauptsächlich im Breisgau bei Johann Peter Hebel, der diesen Stammesdiskurs zusammen mit dem Breisgaudiskurs etablierte.
Der Alemannendiskurs fungierte einerseits als ideologische Klammer des neu geschaffenen Großherzogtums Baden (in Abgrenzung zum „württembergischen“ Schwaben-Konzept). Zudem verschaffte er der supranationalen Großregion Alemannien (Elsass, deutschsprachige Schweiz, Vorarlberg, Bayerisch Schwaben, Württemberg und Baden) ein gemeinsames historisch fundiertes Selbstverständnis. Die Faszination des neuen alemannischen Stammes-Diskurses resultierte aus der Verbindung von Altertumskunde, Geschichte, Literatur und Sprache.
In der Zeit des Nationalsozialismus 1933–1945 diente der Alemannendiskurs vor allem zur historischen Rechtfertigung deutscher Ansprüche auf das Elsass, teilweise das Burgund, mit der Planung zur Einverleibung nach Großdeutschland nach einem gewonnenen Krieg; die Deutschschweiz wurde im einschlägigen Schrifttum gerne mit vereinnahmt, auch wenn man einstweilen noch nicht die politische Eroberung dieser Region durch das Reich proklamierte.